# Алексеев, Михаил Фёдорович (Герой Социалистического Труда)
Алексеев Михаил Федорович (15 февраля 1928 год, селение Тэнкэ, Нюрбинский улус — 16 августа 2000 год, Якутск) — бригадир комплексной бригады строительно-монтажного управления № 3 треста «Якутстрой», Якутская АССР. Герой Социалистического Труда (1966).

## Подвиг
Родился 15 февраля 1928 года в Родился 15 февраля 1928 года в селении Тэнкэ Нюрбинского улуса. В раннем детстве стал сиротой. С 1943 года проживал в Якутске, где получил профессию плотника в ФЗО в Якутске. Работал в бригаде плотников в тресте «Якутстрой». Трудился на строительстве аэровокзала, жилищного фонда и республиканской больницы в Якутске.
В 1954 году был назначен бригадиром. Ежегодно бригада Михаила Алексеева перевыполняла план на 120—150 %.
Указом Президиума Верховного Совета СССР от 11 июня 1966 года Михаилу Фёдоровичу Алексееву присвоено звание Героя Социалистического Труда «за выдающиеся успехи, достигнутые в выполнении заданий семилетнего плана по капительному строительству».
После выхода на пенсию проживал в Якутске, где скончался в 2000 году.

## Награды
- Герой Социалистического Труда[1] (1966)
- Орден Ленина — дважды (1.10.1957; 1966)
- Почётный гражданин города Якутска[2] (1972)